# Interstate 19
Pour les articles homonymes, voir I19 et Route 19.
L'Interstate 19 (I-19) est une autoroute inter-États située dans l'État de l'Arizona, aux États-Unis. Elle part de Nogales à la frontière mexicaine et se termine à Tucson à sa rencontre avec l'I-10. Elle parcourt 101,95 kilomètres (63,35 mi). Elle passe par les villes de Rio Rico, Green Valley et Sahuarita.
Bien que l'autoroute soit relativement courte, surtout pour une autoroute inter-États primaire, elle représente un corridor important servant de lien direct de la frontière mexicaine vers Tucson et Phoenix. L'autoroute est aussi un segment de la portion américaine du corridor CANAMEX, un corridor commercial qui s'étend du Mexique à la Colombie-Britannique, au Canada en passant par les États-Unis.

## Description du tracé
À Nogales, le terminus sud de l'I-19 se situe à l'intersection avec West Crawford Street, adjacente au point d'entrée international. Les automobilistes qui poursuivent vers le sud entrent à Heroica Nogales, Mexique en empruntant des routes d'état, lesquelles sont connectées à la Route fédérale 15 (Fed. 15).
L'I-19 se dirige brièvement vers le sud puis l'ouest via des rues ordinaires à Nogales sur une courte distance avant de devenir une autoroute conventionnelle en bifurquant vers le nord en direction de Tucson. Elle rencontre la SR 189, l'I-19 BL et la SR 289 sur son trajet vers le nord. L'échangeur vers la SR 189 permet de contourner Nogales et Heroica Nogales pour les automobilistes en direction d'Hermosillo ou de Mexico et permet une meilleure circulation pour le trafic commercial en les dirigeant vers le point d'entrée plus important de Nogales-Mariposa. Après avoir quitté Nogales, l'I-19 passe près et autour de plusieurs lieux peu densément peuplés le long des rives de la rivière Santa Cruz, dont Rio Rico, Tubac, Amado, Green Valley et Sahuarita. Pour plusieurs miles près d'Amado et de Green Valley, les points de vue vers l'est offrent des vues panoramiques sur Madera Canyon et les Monts Santa Rita dans la Forêt nationale de Coronado.
Juste avant d'entrer à Tucson, l'I-19 passe par la section est de la réserve de San Xavier où elle traverse pour la seule fois la rivière Santa Cruz. Alors que l'I-19 entre dans les limites de Tucson, elle croise la SR 86 avant d'atteindre son terminus nord à un échangeur avec l'I-10.
La quasi-totalité du trajet de l'I-19 suit ou est adjacent à l'ancien tracé de la US 89 ainsi que de la rivière Santa Cruz, laquelle coule vers le nord depuis le Mexique, à travers Tucson, pour se disperser dans le désert entre Marana et la rivière Gila, au sud-est de Phoenix. La plupart du temps, la rivière est sèche, mais il arrive, lors de tempêtes importantes, qu'elle déborde sur ses rives, inondant les terrains agricoles avant d'atteindre la rivière Gila.

### Signalisation
L'I-19 est unique parmi les autoroutes inter-États car ses distances sont indiquées en mètres ou en kilomètres et pas en miles. Cependant, les limites de vitesse sont affichées en miles à l'heure. Selon le Arizona Department of Transportation (ADOT), la signalisation métrique a été placée à l'origine, alors qu'une pression était faite pour implanter le système métrique dans le pays lors de la construction de cette autoroute.

## Futur
L'I-19 est un corridor hautement fréquenté dans la région métropolitaine de Tucson. L'autoroute compte actuellement deux voies par direction sur toute sa longueur, sauf à l'échangeur avec l'I-10 où elle en compte quatre. Les plans actuels prévoient l'élargissement de l'autoroute entre Irvington Road et Ajo Way, portant le nombre de voies à trois par direction. L'I-19 fait également partie du corridor proposé pour l'I-11 entre Nogales et Sahuarita.

## Liste des sorties
| Interstate 19     |              |        |       |             |                                                                    |                                                                   |
| Comté             | Municipalité | km     | mi    | Sortie      | Intersections / Destinations                                       | Notes                                                             |
| Santa Cruz        | Nogales      | 0,00   | 0,00  |             | I-19 BL (Grand Avenue) / Crawford Street                           | Intersections à niveau                                            |
| Santa Cruz        | Nogales      | 0,28   | 0,17  | West Street |                                                                    | Intersections à niveau                                            |
| Santa Cruz        | Nogales      | 0,71   | 0,44  | 1A          | International Street                                               | Sortie direction sud seulement                                    |
| Santa Cruz        | Nogales      | 1,90   | 1,18  | 1B          | Western Avenue                                                     | Indiqué sortie 1 en direction nord                                |
| Santa Cruz        | Nogales      | 4,76   | 2,96  | 4           | SR 189 (en) (Mariposa Road)                                        |                                                                   |
| Santa Cruz        |              | 8,55   | 5,31  | 8           | I-19 BL (Grand Avenue)                                             | Sortie direction sud, entrée direction nord                       |
| Santa Cruz        | Rio Rico     | 12,42  | 7,72  | 12          | SR 289 (en) (Ruby Road)                                            |                                                                   |
| Santa Cruz        | Rio Rico     | 17,53  | 10,89 | 17          | Rio Rico Drive / Yavapai Drive                                     |                                                                   |
| Santa Cruz        | Rio Rico     | 22,45  | 13,95 | 22          | Peck Canyon Road                                                   |                                                                   |
| Santa Cruz        |              | 25,17  | 15,64 | 25          | Palo Parado Road                                                   |                                                                   |
| Santa Cruz        |              | 29,34  | 18,23 | 29          | Tumacacori-Carmen                                                  |                                                                   |
| Santa Cruz        |              | 34,94  | 21,71 | 34          | Tubac                                                              |                                                                   |
| Santa Cruz        |              | 40,10  | 24,92 | 40          | Chavez Siding Road                                                 |                                                                   |
| Santa Cruz        |              | 42,84  | 26,62 | 42          | Agua Linda Road                                                    |                                                                   |
| Santa Cruz        |              | 48,39  | 30,07 | 48          | Arivaca Road                                                       |                                                                   |
| Pima              | Green Valley | 56,26  | 34,96 | 56          | Canoa Road                                                         |                                                                   |
| Pima              | Green Valley | 63,63  | 39,54 | 63          | Continental Road                                                   |                                                                   |
| Pima              | Green Valley | 65,74  | 40,85 | 65          | Esperanza Boulevard                                                |                                                                   |
| Pima              | Sahuarita    | 69,72  | 43,32 | 69          | Duval Mine Road                                                    |                                                                   |
| Pima              | Sahuarita    | 75,48  | 46,90 | 75          | Sahuarita Road                                                     |                                                                   |
| Pima              | Sahuarita    | 80,32  | 49,91 | 80          | Pima Mine Road                                                     | Desert Diamond Casino, Tohono O'odham Nation                      |
| Pima              |              | 87,98  | 54,67 | 87          | Papago Road                                                        | Cul-de-sac; demi-tour seulement                                   |
| Pima              |              | 92,04  | 57,19 | 92          | San Xavier Road                                                    |                                                                   |
| Pima              | Tucson       | 95,10  | 59,09 | 95          | Valencia Road – Tucson                                             | Aéroport international de Tucson                                  |
| Pima              | Tucson       | 98,35  | 61,11 | 98          | Irvington Road                                                     |                                                                   |
| Pima              | Tucson       | 99,97  | 62,12 | 99          | SR 86 (en) (Ajo Way)                                               |                                                                   |
| Pima              | Tucson       | 101,63 | 63,15 | 101         | I-10 est – El Paso                                                 | Sortie direction nord, entrée direction sud; sortie 260 de l'I-10 |
| Pima              | Tucson       | 101,84 | 63,28 | 102         | 29th Street / 22nd Street / Silverlake Road / Starr Pass Boulevard | Sortie direction nord, entrée direction sud                       |
| Pima              | Tucson       | 102,08 | 63,43 | —           | I-10 ouest – Phoenix                                               | Terminus nord; sortie 260 de l'I-10                               |
| - Accès incomplet |              |        |       |             |                                                                    |                                                                   |